# Šeškinė

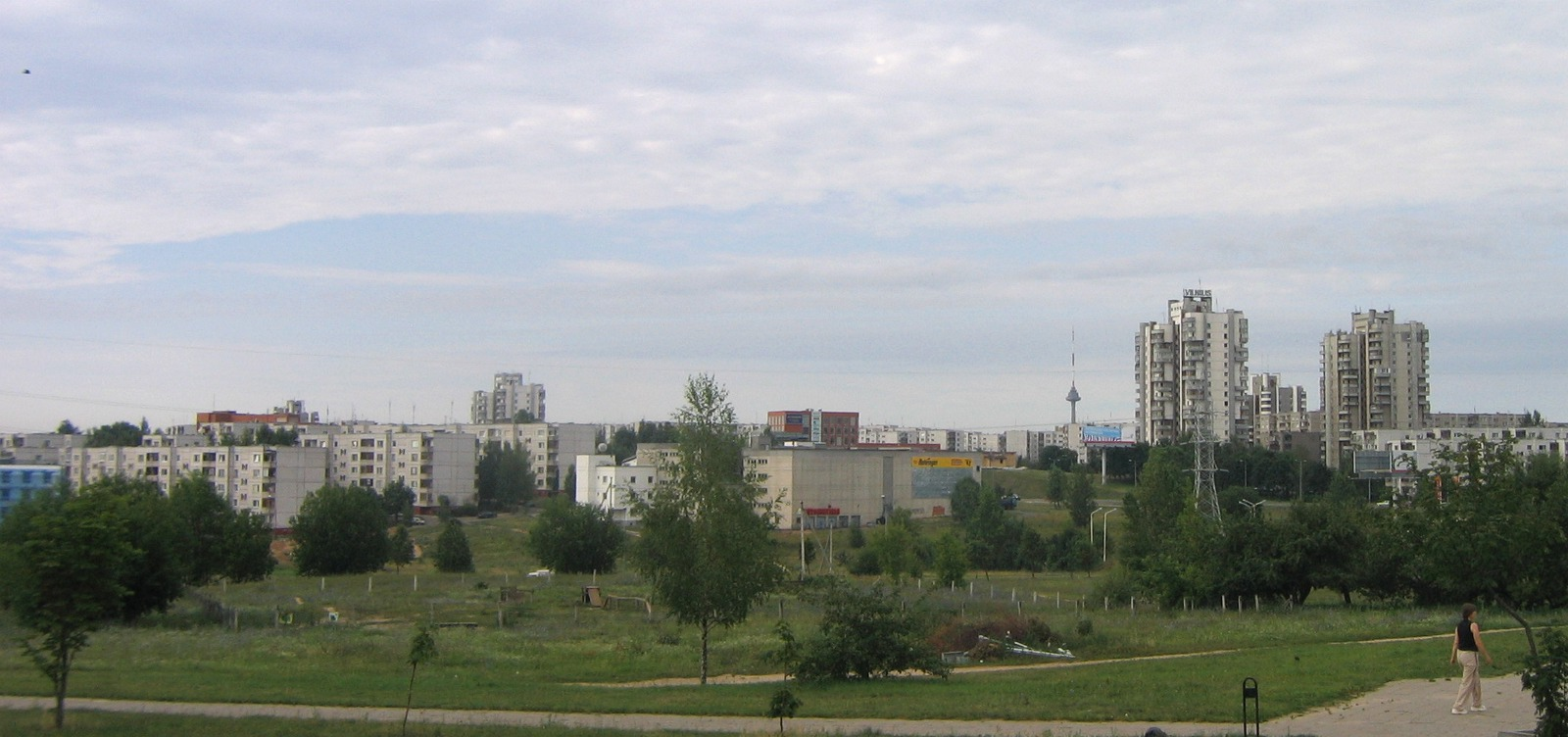

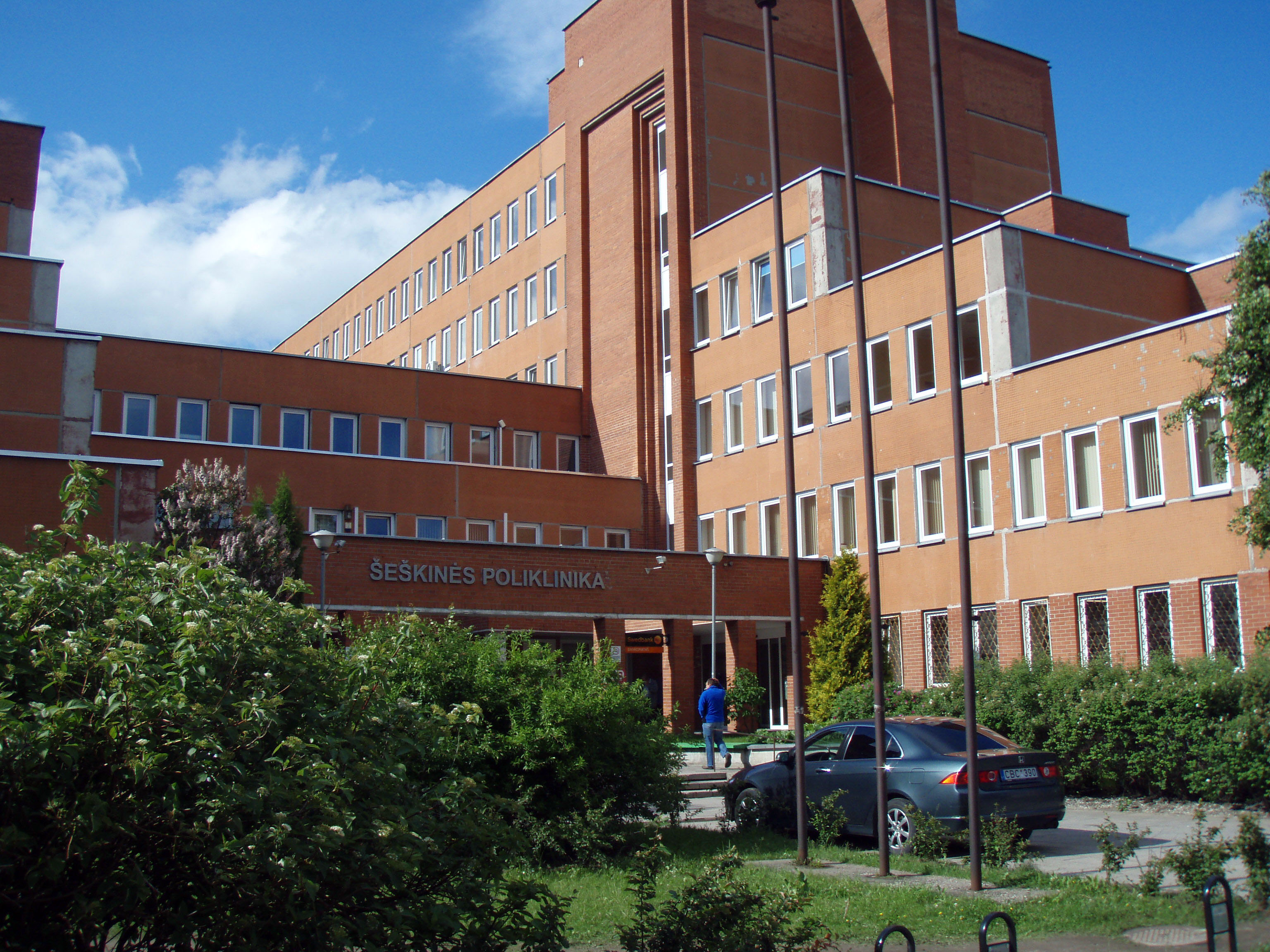
Poliklinik Šeškinė

Šeškinė (polnisch Szeszkinia) ist ein Stadtteil von Vilnius nördlich des Stadtzentrums. Es gibt folgende Einrichtungen: Amtsbezirksverwaltung, Poliklinik, Post, Friedhof Saltoniškės, Handelszentrum Vilniaus Akropolis, Siemens Arena und Vichy-Wasserpark, Utenos pramogų arena, drei Gymnasien, zwei Mittelschulen, eine Hauptschule und viele Kindergärten.

## Geschichte

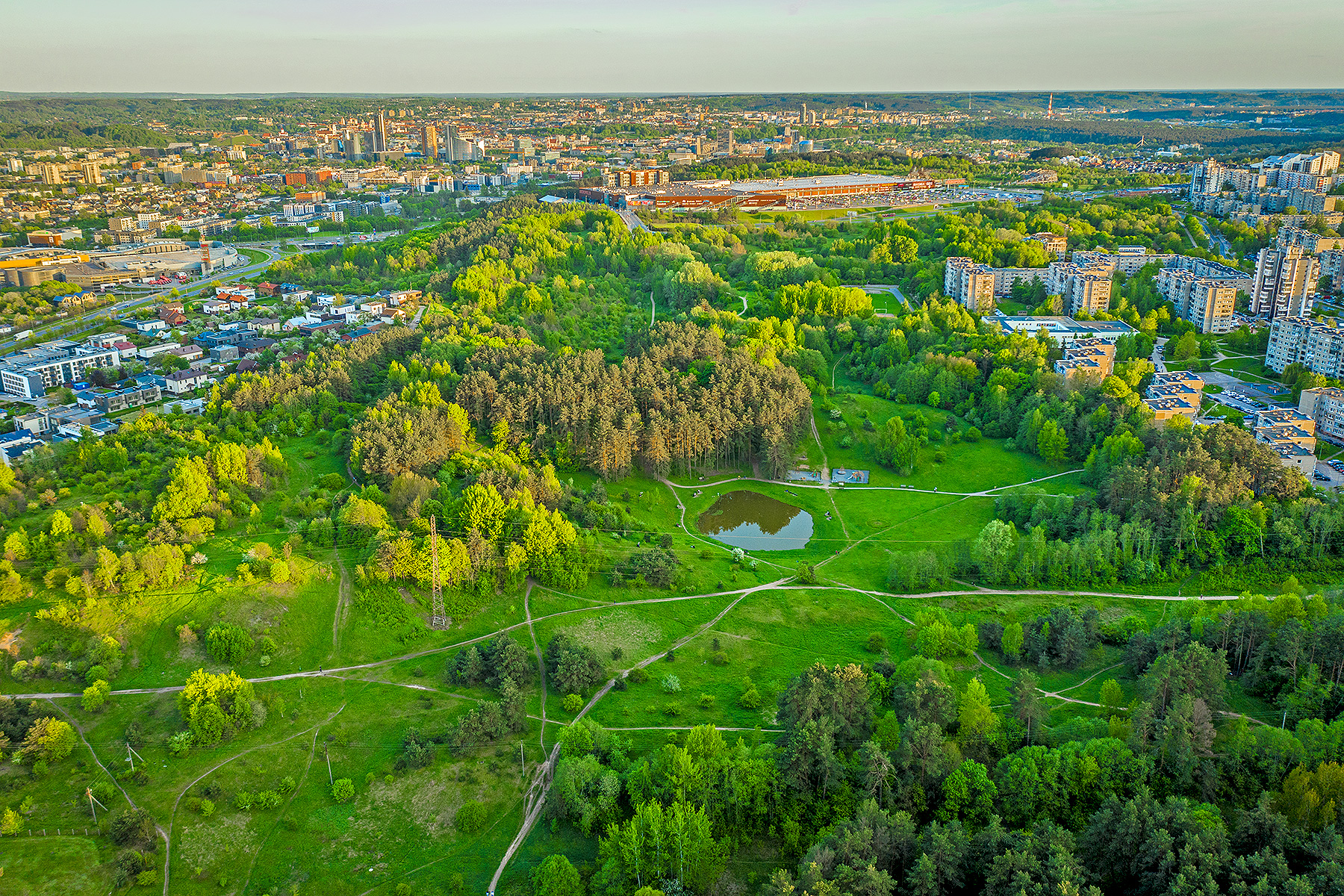

Šeškinė wurde 1390 und 1545 urkundlich erwähnt. Vom 12. bis zum 19. Jahrhundert gehörte es zu Radvila. 1955 wurde Šeškinė an Vilnius angegliedert. 1977 baute man die Hochhäuser. 